# معركة صنعاء (2011)
حرب الحصبة شهد حي الحصبة شمال العاصمة صنعاء منذ 23 مايو 2011، أثناء ثورة الشباب اليمنية قتالاً عنيفاً بين القوات المؤيدة للرئيس السابق علي عبد الله صالح وبين القوات المؤيدة للثورة.

## معلومات أساسية
قامت مظاهرات شعبية على غرار الثورة التونسية وزادت حدتها بعد ثورة 25 يناير المصرية خرج المتظاهرون للتنديد بالبطالة والفساد الحكومي وعدد من التعديلات الدستورية التي كان ينويها علي عبد الله صالح ، مؤشر التنمية البشرية منخفض جدا في اليمن، إذ تحتل البلاد المرتبة 133 من 169 دولة يشملها التقرير والحكومة يمنية هي أكثر الحكومات فسادا سياسيا وعسكريا واقتصاديا جاء ترتيب اليمن في المرتبة 164 من 182 دولة شملها تقرير الشفافية الدولية لعام 2011 المعني بالفساد، ولا تتجاوزه دول عربية أخرى سوى العراق والصومال حكم علي عبد الله صالح اليمن لمدة 33 سنة وأستأثر أقاربه وأبناء منطقته بمناصب مهمة وحساسة في الدولة وصنف اليمن كدولة فاشلة واحتل المرتبة 13 من قبل مؤسسة صندوق دعم السلام المعني بتصنيف فشل الدول

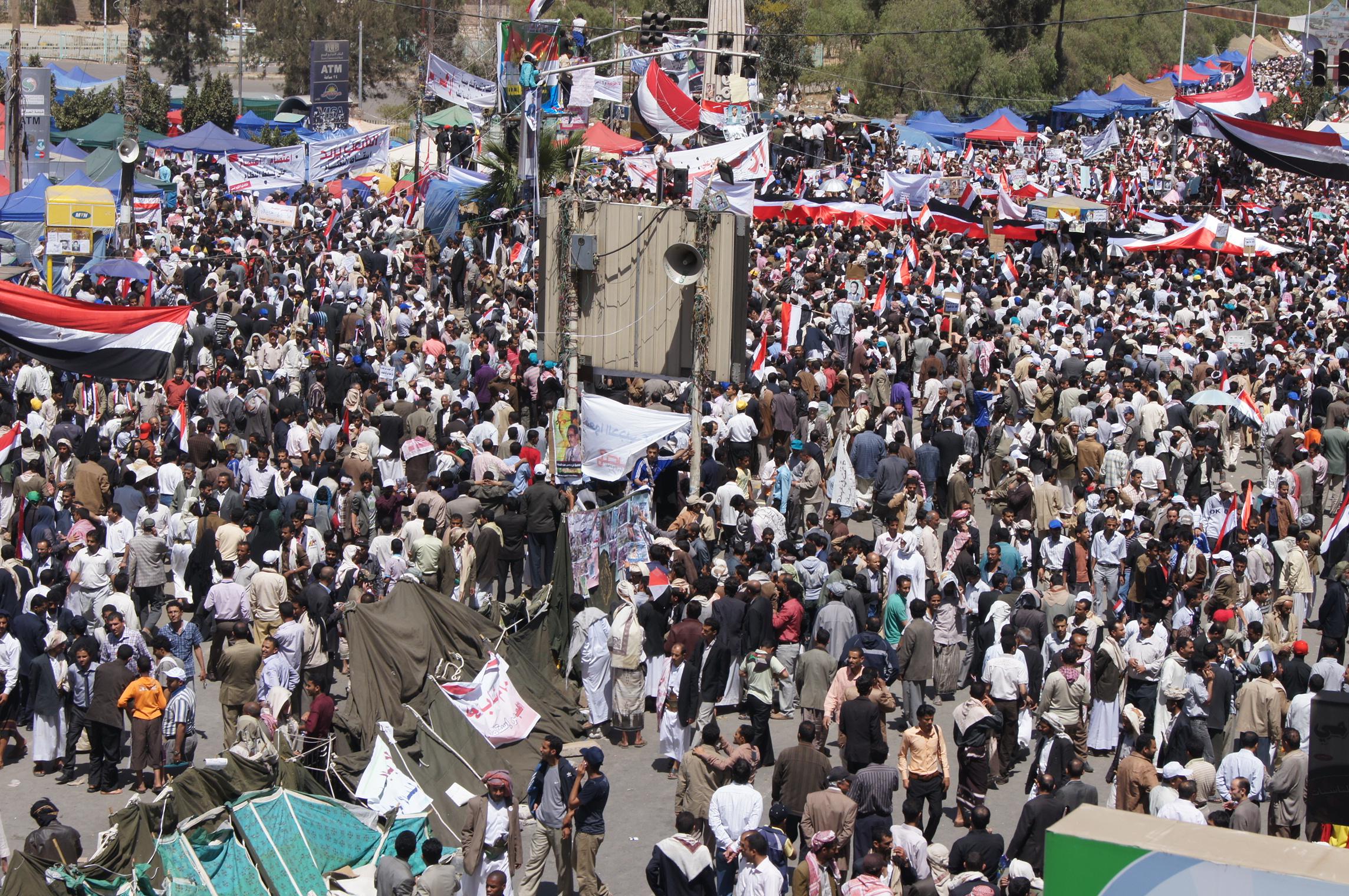
مظاهرة في صنعاء

خرج مايقارب 16,000 متظاهر في 27 يناير 2011 تنديدا بالأوضاع الاقتصادية والسياسية للبلاد وأعلن صالح أنه لن يرشح نفسه لفترة رئاسية جديدة ولن يورث الحكم لإبنه أحمد، في 2 فبراير  تظاهر 20,000 شخص في الميادين العامة مطالبة بتنحي صالح دون شروط في بدايات شهر مارس، بدأ الأمن المركزي باستعمال العنف ضد المتظاهرين، فقتل ثلاثة أشخاص في صنعاء وشخص في المكلا وفي 18 مارس، في ما سمي بجمعة الكرامة قتل أكثر من 52 شخص برصاص قناصة ورغم أن اليمن من أكثر بلدان العالم تسلحا، حاول الثوار المحافظة على سلمية ثورتهم قدر المستطاع ولم يشكل الطلبة والشباب الذين كانوا لب الاحتجاجات أي ميليشيات مسلحة للتصدي لقوات الأمن المركزي.
في يوم الأربعاء 23 نوفمبر 2011 تم التوقيع على اتفاق نقل السلطة في اليمن في ضوء المبادرة الخليجية حيث اتفقت الأطراف على تشكيل حكومة وحدة وطنية خلال 14 يوما وإجراء انتخابات رئاسية خلال 90 يوما، وفي 25 فبراير 2012 (انتهى حكم على عبد الله صالح رسميا).
و بعد الانتخابات الرئاسية اليمنية 2012 والتي فاز بها المرشح الوحيد الرئيس الحالي عبد ربه منصور هادي، هدأت المظاهرات التي استمرت سنة وشهرا كاملا وقتل فيها 2,000 و22,000 جرح وسجن 1,000 متظاهر وتعرض للتعذيب ولازالت بعض الاحتجاجات والاعتصامات مستمرة التي ترى أنه لم يتم تحقيق مطالب الثورة بعد، ومن المتوقع أن تقام انتخابات رئاسية وبرلمانية في 2014
للمزيد من الأحداث في فترة معركة صنعاء إطلع على:
- ثورة الشباب اليمنية
- الخط الزمني لثورة الشباب اليمنية (يناير - 2 يونيو 2011)
- الخط الزمني لثورة الشباب اليمنية (3 يونيو - 22 سبتمبر 2011)

## المعركة

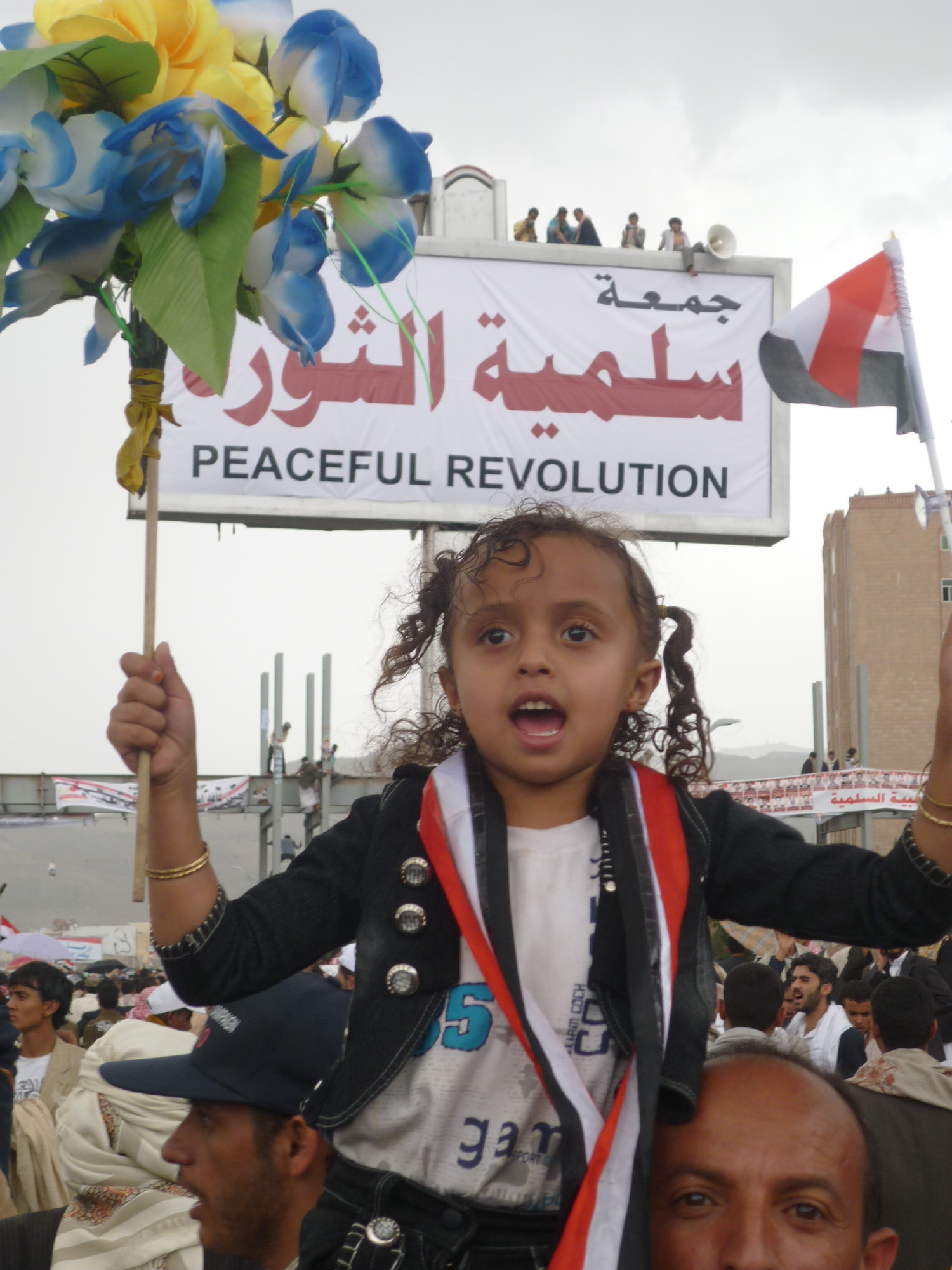
فتاة يمنية تحمل علم اليمن والزهور في شارع الستين بصنعاء في 27 مايو 2012

قسمت الاشتباكات إلى مرحلتين حيث المرحلة الأولى إلى إصابة الرئيس صالح وخروجة من اليمن في 2 يونيو وتبدأ المرحلة الثانية منذ عودتة إلى اليمن.

### المرحلة الأولى
أعلن الشيخ صادق الأحمر شيخ مشائخ قبائل حاشد واحدة من أقوى القبائل في البلاد دعمه لثورة الشباب بعد أحداث جمعة الكرامة، وبدأت الاشتباكات الخفيفة بين أنصارة المسلحين وقوات الأمن الموالية للحكومة في العاصمة صنعاء، وتحولت إلى قتال شوارع ومن ثم شملت المدفعية والهاون. وقد حاصر مسلحي القبائل العديد من المباني الحكومية في العاصمة صنعاء وحي الحصبة وأغلقوها واعتقد السكان أن الحالة قد تتدهور إلى حرب أهلية.
خلال اليوم الثاني من القتال، قصفت القوات الموالية للحكومة بشكل كبير بمدافع الهاون منزل الشيخ صادق الأحمر وقتل وجرح عدد من مقاتليه. وأدى ذلك إلى هجوم مضاد من المسلحين ضد مبنى وزارة الداخلية الذي ضرب بمدافع هاون وقذائف صاروخية ونيران الأسلحة الرشاشة.

#### 23 مايو
قتل ثلاثة اشخاص واصيب 25 على الأقل بجروح في مواجهات عنيفة جرت الاثنين بين قوات الأمن اليمنية ومسلحيين قبليين موالين لشيخ قبائل حاشد صادق الأحمر إحدى شخصيات المعارضة في العاصمة صنعاء.

#### 24 مايو
قتل أربعة اشخاص وجرح عدد كبير في الهجوم الذي استهدف منزل صادق الأحمر بالمدفعية الثقيلة.

#### 25 مايو
في اليوم الثالث من القتال، ارتفعت حصيلة قتلى المواجهات إلى 69 قتيلا وعشرات الجرحى، بينهم 51 قتيلا من أنصار الأحمر وأعضاء لجنة الوساطة والقبائل المتضامنة وسكان المنازل المجاورة لمنزله. وفي المساء، أفيد بأن رجال القبائل سيطروا مبنى وزارة الداخلية ومبنى التلفزيون، ومبنى شركة الطيران اليمنية.

#### 26 مايو
للمزيد عن أحداث أرحب ونهم أنظر قصف أرحب.
حاصرت رجال القبائل معسكر تابع للحرس الجمهوري (اللواء 62) في منطقة نهم (80 كم) شمال شرق صنعاء في محاولة لمنعهم من الانضمام إلى القتال في العاصمة. رجال القبائل ادعوا أن زحفهم على المعسكر ردا على هجوم سابق منهم على قرية في المنطقة. وقتل 11 ضابطاً وجنديا من افراد اللواء 63 حرس جمهوري في نهم شرق صنعاء بينهم قائد اللواء واعتقال 14 جنديا وقال الشيخ حامد عاصم لرويترز ان مقاتليه قتلوا قائد المعسكر وأصابوا جنودا في الحرس الجمهوري بينما قتل ستة من رجاله في الاشتباك بنيران المدافع الرشاشة وقذائف صاروخية.

#### 27 مايو
في مساء يوم 27 مايو أعلن وقف إطلاق النار،، وفي اليوم التالي، تم الاتفاق على هدنة لافساح المجال للسكان للخروج من مناطق الاشتباكات، ومع ذلك أنهار اتفاق وقف إطلاق النار قبل 31 مايو، واستمر القتال في شوارع صنعاء. وسيطر رجال القبائل على مقر المؤتمر الشعبي العام الحاكم.

#### 31 مايو
- مصادر أكّدت أن انفجارات عنيفة دوّت واشتباكات تدور بجانب وزارة الداخلية والشرطة العسكرية ومحيط منزل شيخ مشايخ قبيلة حاشد الشيخ صادق الأحمر والمؤسسات الحكومية القريبة منه. وذكرت المصادر أن قوات الرئيس اليمني أطلقت عشرات القذائف والصواريخ من جبل نقم على منزل الأحمر ومحيطه مما أسفر عن انفجارات في المنزل والمنازل المجاورة.[46] شملت هذه الاشتباكات العنيفة شارع عمران وشارع مأرب وشارع الدائري المقابل لساحة التغيير التي قال شهود عيان أنها صدت عملية اقتحام لساحة التغيير بالعاصمة اليمنية صنعاء. تجاوز قتلى هذا اليوم سبعة اشخاص وفق مصادر طبية،[47] قال شهود عيان أيضاً أن السفير الأمريكي غادر صنعاء متجهاً لمكان مجهول متنكراً يعتقد أنه صوب المطار.[48]

#### 1 يونيو
وفي 1 يونيو قصفت قوات الحرس الجمهوري اليمني التي يقودها أحد أبناء الرئيس صالح، مقر قائد الفرقة الاولى مدرع الذي أعلن تأييدة للثورة في وقت سابق، مع أنه اتخذت هذه القوات موقفاً محايداً في النزاع بين مسلحي القبائل وقوات الحكومة.
و اشتدت الاشتباكات العنيفة بين القوات الموالية للرئيس صالح وبين المسلحين المناصرين للشيخ صادق الأحمر، حيث استولى مقاتلو القبائل عددا من الوزارات الحكومية والمباني. وألحقت نيران المدفعية الحكومية أضرار بمنزل الأحمر وقطعت الحكومة إمدادات المياه والكهرباء في المنطقة.
وهاجمت الوحدات الحكومية برئاسة أحد أبناء الرئيس صالح، والقوات الخاصة الموالية للحكومة هاجمت المباني الحكومية في الحصبة ولكن فشلت في الاستيلاء عليها. وبلغ الضحايا خلال الأربع وعشرين ساعة منذ انهيار وقف إطلاق النار 47 مقتولاً في كلا الجانبين خلال القتال العنيف في الشوارع، بما في ذلك 15 من رجال القبائل و14 جنديا.

#### 2 يونيو
تم تأجيل الرحلات الجوية بمطار صنعاء إلى غير مواعدها من نفس اليوم لأسباب يعتقد أنها أمنية. كما أكد مصدر مسؤول في الحكومة اليمنية استعداد الرئيس علي عبد الله صالح لتوقيع المبادرة الخليجية.
اشتد القتال وقتل أكثر من 15 شخص، بينهم طفلة عمرها سبع سنوات. وحاول الآلاف من رجال القبائل من خارج صنعاء بالدخول إلى المدينة لتعزيز المعارك، توقفت القبائل عند حاجز عسكري على بعد 15 كيلو متر شمال العاصمة، ولكن استمروا في بذل محاولات اختراق حواجز الحكومة للدخول لصنعاء. حيث كانت المعارك مستعرة في شمال المدينة، وشوهدت دبابات وعربات مدرعة تدخل صنعاء من الجنوب. أيضا، ظهر فيديو يوضح القتال في صنعاء للمرة الأولى.

#### 3 يونيو
في 3 يونيو حشد الرئيس أنصاره في جمعة أسموها جمعة الأمن والأمان، في الوقت الذي اسماها شباب الثورة والمعارضون جمعة الوفاء لشهداء تعز، شن هجوم على القصر الرئاسي بصنعاء واصيب صالح بجروح بالغة وأصيب سبعه مسؤولين حكوميين كبار، مساعد الرئيس صالح، ومحافظ صنعاء، رئيس الوزراء، ونائب رئيس الوزراء ورئيس البرلمان، ولم يتضح إذا كان الهجوم بواسطة صاروخ من الخارج أو قنبلة زرعت في مسجد القصر. اتهم الإعلام الحكومي أنصار صادق الأحمر بالهجوم على القصر.
ولكن نفى عبد القوى القيسي المتحدث باسم صادق الأحمر قائلاً أن «قبائل حاشد لم تكن وراء هذه الهجمات على القصر الرئاسي وإذا كانوا كذا فلا ينكر عليهم» وأضاف أن «الهجوم على القصر كان رداً على الهجمات التي ارتكبها على مدى الأسبوعين الماضيين. وهو يستفيد من الهجوم على قصر الرئاسة ليجعل الناس الناس يشعروا أنه هو المظلوم وهو يدافع عن نفسه وعدم مهاجمة الآخرين.»

#### 4 يونيو
في اليوم التالي 4 يونيو، غادر صالح إلى السعودية لتلقي العلاج ووفقا لمسؤولي حكومة الولايات المتحدة، صالح عانى من انهيار الرئة وحروق في حوالي 40 في المئة من جسمه. a وقالت السعودية أن صالح خضع لعمليتين واحدة إزالة الشظايا والأخرى جراحة الأعصاب على رقبته.
ومن المتوقع أن يبقى في المملكة العربية السعودية لمدة أسبوعين: واحدة للعلاج، وآخر لعقد اجتماعات مع المسؤولين السعوديين. غيابه زاد أيضا احتمال الصراع على السلطة.

#### 5 يونيو
احتفل المتظاهرون في صنعاء في أعقاب نبأ رحيل الرئيس. ورددوا: «سقط النظام». وصرحت مصادر قناة الجزيرة أن نائب الرئيس عبد ربه منصور هادي قد استولوا على منصب الرئيس بالنيابة والقائد الأعلى للقوات المسلحة.
على الرغم من وقف إطلاق النار، كانت هناك تقارير صباح يوم 5 يونيو عن إطلاق نار كثيف وانفجارات في صنعاء تركزت في حي الحصبة، في نفس اليوم قالت قناة العربية إن القائم بأعمال الرئيس عبد ربه منصور هادي التقى أعضاء من الجيش وأبناء الرئيس صالح.
وأقر المسؤولون اليمنيون أن صالح أصيب بحروق أصيب في بلده الوجه، والرقبة، والصدر، فضلا عن شظايا خطيرة. وعلق مسؤول واحد لوسائل الإعلام أنه «محظوظ يكون على قيد الحياة». يقال أن طار واحد وثلاثون من أفراد الأسرة لصالح من اليمن إلى الرياض، العاصمة السعودية، تكون قريبة من الرئيس النقاهة. ، في فجر يوم الأحد أعلن الديوان الملكي السعودي وصول الرئيس اليمني للاراض السعودية لتلقي العلاج جرّاء الإصابات الناتجة عن محاولة اغتياله وتكهن الكثيرون بانه الخروج النهائي لصالح من صنعاء. يرى آخرون أن ثمة فبركة قام بها نظام صالح للخروج به سالماً من مأزق ثورة الشباب اليمنية وتجنب إدانته بجرائم ضد الإنسانية والتي كانت قد رفعت ضده وتوعد بها التحالف الدولي لملاحقة مجرمي الحرب والجرائم ضد الإنسانية (إيكاوس).[بحاجة لمصدر]

#### 6 يونيو
تجددت الاشتباكات بعد أن قام أنصار النظام بإطلاق النار على مقاتلي المعارضة مما أسفر عن مصرع مقتل ما لا يقل عن ستة أشخاص.
و وردت تقارير متضاربة بشأن حالة تعز بثت في وسائل الإعلام. ووفقا لبعض الشهود، انسحبت قوات الأمن اليمنية من مدينة تعز ثاني أكبر مدينة في البلاد، وتركها في أيدي رجال القبائل المسلحين والمتظاهرين. نفت الحكومة اليمنية.

#### 7 يونيو
قال سكان صنعاء أنها كانت هادئة في 7 يونيو وقرر المتظاهرين في ثورة الشباب اليمنية تنظيم مسيرة مليونية بعد أن سمعوا إعلان للنظام أن صالح سيعود خلال الأيام القادمة.
وأفادت وسائل الإعلام واحد على الأقل اثنين من المتظاهرين قتلوا رمياً بالرصاص وأصيب أكثر من اثنين من عناصر من «الحرس الجمهوري» في تعز، مما يشير إلى تقارير قوات الأمن انسحبت في وقت سابق من هذا الأسبوع كانت خاطئة جزئيا على الأقل. في صنعاء، أن الحكومة رفضت عرضاً من احزاب اللقاء المشترك لإجراء حوار مع المعارضة، واصفاً إياه بأنه «مثير للسخرية» وقائلا أن المحادثات لا يمكن المضي قدما دون إذن صريح ومشاركة لصالح. ردا على ذلك، حشدت آلاف المحتجين خارج مقر الرئيس بالإنابة للضغط عليه لتشكيل مجلس انتقالي، والموافقة على خطة لنقل السلطة وتحقيق الديمقراطية.

### المرحلة الثانية
وبعد عودة صالح من السعودية تجددت الاشتباكات في العاصمة وبلغت الحصيلة بين 18 سبتمبر و25 سبتمبر، ما يقارب 162 قتيل من المتظاهرين برصاص قوات الأمن مع الجيش الذي استخدام المدفعية على مسيرات المعارضة.
في 18 سبتمبر خرجت مسيرة للمحتجين من ساحة التغيير بصنعاء وهاجمتها قوات الأمن مما أسفر عن مقتل ما يقارب 50 شخصاً، وقامت قوات من الفرقة الاولى مدرع بالاشتباك مع قوات الأمن للدفاع عن المتظاهرين في جولة كنتاكي التي تقع على الجانب الغربي من الطريق الرئيسية شارع الزبيري وسط العاصمة صنعاء، واستطاعوا السيطرة على المكان وانسحبت القوات الموالية للحكومة من المنطقة.

#### 24 سبتمبر
قصفت القوات المسلحة الموالية للحكومة مقر الفرقة الاولى مدرع مما أسفر عن قتل 11 وإصابة 112 جندياً.

#### 25 سبتمبر
وفي ليلة 25 سبتمبر، هاجم رجال القبائل المعارضة للمرة الثانية قاعدة معسكر اللواء 63 في منطقة نهم على بعد 70 كيلو متر شمال صنعاء وقتل في الاشتباكات قائد اللواء عبد الله الكليبي وقتل سبعة جنود وأسر رجال القبائل 30 جنديا، وأستولوا على المعسكر.

#### 27 سبتمبر
في 27 سبتمبر نجى وزير الدفاع من محاولة اغتيال عندما هاجم انتحاري موكبه.

#### 28 سبتمبر
في صباح يوم 28 سبتمبر، اسقط مسلحي القبائل في منطقة أرحب طائرة حربية تابعة للحكومة، وذكر شهود عيان أن الطائرة كانت تقصف مجمع سكني في منطقة أرحب عندما أسقطت، فيما كان قد قتل شخصين في غارة جوية في منطقة أرحب في الليلة السابقة. واستهدفت الضربات الجوية المنطقة منذ 25 سبتمبر عندما تمت مداهمة اللواء 63.

#### 15 - 17 أكتوبر
في 15 أكتوبر بدأت جولة جديدة من الاشتباكات لمدة ثلاثة أيام بعد أن خرج المتظاهرين في مسيرة بشارع الزبيري بالعاصمة صنعاء وهاجمتها قوات الأمن مما اسفر عن مقتل 12 شخصاً، وفي اليوم التالي 16 أكتوبر قتل 6 من المتظاهرين وفي 17 أكتوبر قتل 17 شخصا من بينهم ثمانية من مقاتلي القبائل وجنديين حكوميين، وفي نفس اليوم قتل عشرة جنود من قوات الفرقة الاولى مدرع المؤيدة للثورة. وبلغت إجمالي القتلى من جنود قوات الفرقة حوالي 91 قتيلاً منذ عودة صالح إلى البلاد.

#### 23 أكتوبر
في 23 أكتوبر قتل 12 شخصا في القتال بين قوات الجيش ومسلحي القبائل في منطقة الحصبة.

#### 27 أكتوبر
مزيد من القتال في 27 أكتوبر أسفر عن مقتل 17 شخصا آخر. وكان من بين القتلى مدنيين ومقاتلين قبليين وجنود الحكومة.

#### 30 أكتوبر
في 30 أكتوبر أثناء المساء اصيبت قاعدة القوات الجوية في العاصمة بقذائف الهاون واضرمت النار في مقاتلتين حربيتين، ونتيجة لهذا، تم إغلاق المطار المدني وتحويل الرحلات الجوية القادمة إلى مطار عدن. في الوقت نفسه قالت الحكومة انه تم العثور على 10 متفجرات زرعت داخل 10 طائرات مقاتلة في القاعدة العسكرية.

#### 17 نوفمبر
في 19 نوفمبر، هاجم رجال القبائل المعارضة معسكر اللواء 63، وكان الهجوم شاملا. وفي 20 نوفمبر أجرى الجيش ضربات جوية ضد المهاجمين في حين ردت المعارضة بنيران مضادة للطائرات.

#### 21 نوفمبر
و بوقت متأخر من يوم 21 نوفمبراستولت القبائل على المعسكر ومخزن كبير للأسلحة واستسلم 300-400 جندياً، وأسفر الهجوم عن مقتل 12 من مقاتلي القبائل واصابة أكثر من 40 آخرين بجروح، ومعظمهم بسبب الألغام الأرضية حول القاعدة. ولقي 20 جنديا مصرعهم أيضا.

#### 23 - 25 نوفمبر
بين 23 نوفمبر و25 نوفمبر، ضريت القوات الجوية بالطيران الحربي ونيران المدفعية معسكر اللواء 63 الذي سيطر علية مسلحي القبائل، وادعي مسؤول رفض ذكر اسمه أن ما يصل إلى 80 من مقاتلي القبائل لقوا مصرعهم.